# Koninklijke Harmonie van Roermond
De Koninklijke Harmonie van Roermond is een harmonieorkest te Roermond.
De harmonie, bijgenaamd de Keuninklikke, werd gesticht in 1775 en fungeerde aanvankelijk als huisorkest van bisschop Philippus Damianus Ludovicus van en tot Hoensbroeck. In 1846 verleende Koning Willem II deze harmonie het predicaat "Koninklijke".
De harmonie betekende veel voor het Roermonds muziekleven. Uit de Harmonie kwamen voort:  Het Koninklijk Roermonds Mannenkoor, de Koninklijke Roermondse Zang- en Muziekvereniging en, in 1881, het Roermonds Orkest de Symphonie.
Oorspronkelijk was de harmonie gehuisvest aan de Kapellerlaan en, sinds 1994, in de voormalige Goede Herderkerk die werd omgedoopt in Harmonie Paviljoen.